# Typhonium tubispathum
Typhonium tubispathum är en kallaväxtart som beskrevs av Wilbert Leonard Anna Hetterscheid och A.Galloway. Typhonium tubispathum ingår i släktet Typhonium och familjen kallaväxter.
Artens utbredningsområde är Thailand. Inga underarter finns listade.